# Little Trouble Girls
Little Trouble Girls (en esloveno: Kaj ti je deklica) es una película dramática eslovena de 2025 coescrita y dirigida por Urška Djukić en su debut como directora. La película gira en torno a Lucía, una joven introvertida de 16 años, y su relación con su compañera de estudios Ana María.
Esta coproducción internacional fue seleccionada en Perspectivas en el 75º Festival Internacional de Cine de Berlín y se proyectó el 14 de febrero de 2025. También fue seleccionada para el 39º Premio Teddy y compitió como Mejor Película.

## Sinopsis
Lucía, de dieciséis años, una estudiante tímida de una escuela católica, se une al coro de niñas y se hace amiga de la carismática Ana María. Durante un retiro en un convento rural, la atracción de Lucía por un trabajador de restauración crea tensión con Ana María y el coro. A medida que navega por su sexualidad emergente, comienza a cuestionar sus creencias, lo que provoca conflictos dentro del grupo.

## Reparto
- Jara Sofija Ostan como Lucija
- Mina Švajger como Ana María
- Saša Tabaković como director
- Nataša Burger como Madre
- Staša Popović como Klara
- Mateja Strle como Uršula

## Producción
La película, coproducción entre Eslovenia, Italia, Croacia y Serbia, está dirigida por Urška Djukić y coescrita con Maria Bohr. Está producida por Jožko Rutar para SPOK Films, Miha Černec y David Cej para Staragara y Katarina Prpić para Izazov 365. Los coproductores son Radiotelevizija Slovenija y Marina Gumzi para Nosorogi. La producción cuenta con el apoyo del Centro de Cine Esloveno, Radiotelevizija Slovenija, la Dirección de Cine del Ministerio de Cultura italiano, la Comisión de Cine de Friuli-Venezia-Giulia, Eurimages y el Centro Audiovisual Croata. La fotografía principal comenzó el 20 de junio de 2023 en Cividale del Friuli, Italia, con rodaje adicional en Liubliana, Eslovenia.

## Estreno
Little Trouble Girls tuvo su estreno mundial el 14 de febrero de 2025, como parte del 75º Festival Internacional de Cine de Berlín, en la sección Perspectivas.
El agente de ventas Heretic, con sede en Atenas, adquirió los derechos de ventas internacionales de la película en enero de 2025.

## Reconocimientos
La película seleccionada en el recién formado concurso Perspectivas compitió por el Premio a la Mejor Ópera Prima del GWFF.
La película ganó el premio de 10.000 € por servicios de postproducción TitraFilm en el Industry Village del Festival de Cine de Les Arcs de 2023, en la sección Work-in-Progress.
| Lugar                                    | Fecha de la ceremonia   | Categoría                          | Beneficiario                  | Resultado | Ref.   |
| ---------------------------------------- | ----------------------- | ---------------------------------- | ----------------------------- | --------- | ------ |
| Festival de Cine de Les Arcs             | 18 de diciembre de 2023 | Premio TitraFilm                   | Pequeñas chicas problemáticas | Ganadora  | [ 14 ] |
| Festival Internacional de Cine de Berlín | 23 de febrero de 2025   | Premio GWFF a la mejor ópera prima | Pequeñas chicas problemáticas | Nominada  | [ 15 ] |
| Festival Internacional de Cine de Berlín | 23 de febrero de 2025   | Premio Teddy al mejor cortometraje | Pequeñas chicas problemáticas | Nominada  | [ 16 ] |
| Festival Internacional de Cine de Berlín | 23 de febrero de 2025   | Premio FIPRESCI                    | Pequeñas chicas problemáticas | Ganadora  | [ 17 ] |